# A.D. Decimum Lazio Femminile 2003-2004
Questa voce raccoglie le informazioni riguardanti la A.D. Decimum Lazio Femminile nelle competizioni ufficiali della stagione 2003-2004.

## Organigramma societario

### Area amministrativa
- Presidente: Pino Insegno
- Direttore generale: Luca Fiormonte[1]

### Area tecnica
- Allenatore: Nino Nosdeo (dalla 1ª alla 10ª giornata, poi dalla 21ª alla 26ª giornata)[2]
- Allenatore: Maurizio Cardella (dall'11ª alla 20ª giornata)[2]

## Rosa
Rosa aggiornata all'inizio della stagione, e con le cronache pubblicate dalle pagine sportive.
| N. |                   | Ruolo | Calciatrice            |
| -- | ----------------- | ----- | ---------------------- |
|    | Italia (bandiera) | A     | Valentina Boni         |
|    | Italia (bandiera) | D     | Monica Caprini         |
|    | Italia (bandiera) | D     | Daniela Di Bari        |
|    | Italia (bandiera) | C     | Roberta Di Pastena     |
|    | Italia (bandiera) | A     | Alessia Frijo          |
|    | Italia (bandiera) | C     | Adele Frollani         |
|    | Italia (bandiera) | D     | Valentina Lanzieri     |
|    | Italia (bandiera) | A     | Manuela Lattanzi       |
|    | Italia (bandiera) | D     | Valentina Licata       |
|    | Italia (bandiera) | C     | Piera Cassandra Maglio |
|    | Italia (bandiera) | P     | Chiara Marchitelli     |
|    | Italia (bandiera) | A     | Teresina Lina Marsico  |

| N. |                           | Ruolo | Calciatrice         |
| -- | ------------------------- | ----- | ------------------- |
|    | Italia (bandiera)         | D     | Gioia Masia         |
|    | Italia (bandiera)         | C     | Selena Mazzantini   |
|    | non conosciuta (bandiera) | D     | Olmos               |
|    | Italia (bandiera)         | A     | Patrizia Panico     |
|    | Italia (bandiera)         | A     | Maria Ilaria Pasqui |
|    | Italia (bandiera)         | A     | Pelloso             |
|    | Italia (bandiera)         | A     | Veronica Sciarretti |
|    | Italia (bandiera)         | D     | Maria Sorvillo      |
|    | Italia (bandiera)         | D     | Carmen Viscusi      |
|    | Italia (bandiera)         | C     | Eleonora Volpi      |
|    | Italia (bandiera)         | C     | Tatiana Zorri       |

## Calciomercato

### Sessione estiva
| Acquisti | Acquisti               | Acquisti      | Acquisti   |
| R.       | Nome                   | da            | Modalità   |
| -------- | ---------------------- | ------------- | ---------- |
| C        | Piera Cassandra Maglio | Foroni Verona | svincolata |
| A        | Valentina Boni         | Bardolino     | prestito   |
| A        | Maria Ilaria Pasqui    | Bardolino     | svincolata |

| Cessioni | Cessioni      | Cessioni            | Cessioni |
| R.       | Nome          | a                   | Modalità |
| -------- | ------------- | ------------------- | -------- |
| C        | Silvia Casali | Bardolino Verona 83 | prestito |
| A        | Erika Croce   | Bardolino Verona 83 | prestito |

### Sessione invernale
| Acquisti | Acquisti | Acquisti | Acquisti |
| R.       | Nome     | da       | Modalità |
| -------- | -------- | -------- | -------- |
|          |          |          |          |

| Cessioni | Cessioni            | Cessioni            | Cessioni   |
| R.       | Nome                | a                   | Modalità   |
| -------- | ------------------- | ------------------- | ---------- |
| D        | Monica Caprini      | Torino              | svincolata |
| C        | Selena Mazzantini   | Torino              | svincolata |
| C        | Tatiana Zorri       | Torino              | svincolata |
| A        | Patrizia Panico     | ACF Milan           | svincolata |
| A        | Maria Ilaria Pasqui | Bardolino Verona 83 | svincolata |

## Risultati

### Serie A

#### Girone di andata
| 13 settembre 2003, ore 15:00 CEST 1ª giornata                | Bergamo R | 1 – 1       | A.D. Decimum Lazio |  |
| \| \| \| \| \| Gabbiadini 1t’ \| Marcatori \| 82’ Marsico \| |           |             |                    |  |
|                                                              |           |             |                    |  |
| Gabbiadini 1t’                                               | Marcatori | 82’ Marsico |                    |  |

| Roma 20 settembre 2003, ore 16:00 CEST 2ª giornata | A.D. Decimum Lazio | 2 – 1 referto | Agliana | Stadio Tre Fontane |
| \| \| \| \| \| ??? \| Marcatori \| Ciardelli \|    |                    |               |         |                    |
|                                                    |                    |               |         |                    |
| ???                                                | Marcatori          | Ciardelli     |         |                    |

| Arbitro: | Grazioli (Maniago) |

|                              |           |                            |
| Bedin 11’ Stabile 46’ (rig.) | Marcatori | 12’ Panico 36’, 63’ Pasqui |

| Roma 11 ottobre 2003, ore 15:30 CEST 4ª giornata | A.D. Decimum Lazio | 1 – 0 referto | ACF Milan | Stadio Flaminio (ca. 500 spett.) |
| \| \| \| \| \| Boni 2t’ \| Marcatori \| \|       |                    |               |           |                                  |
|                                                  |                    |               |           |                                  |
| Boni 2t’                                         | Marcatori          |               |           |                                  |

| 1º novembre 2003, ore 14:30 CEST 5ª giornata | Como 2000 | 1 – 1 | A.D. Decimum Lazio |  |

| Arbitro: | Amore (Catania) |

|                                                                               |           |            |
| Pasqui 4’, 24’, 59’, 88’ Marsico 51’, 66’, 75’, 77’ Boni 9’, 21’ Lattanzi 40’ | Marcatori | 84’ Bonati |

| Arbitro: | Branciforte (Nuoro) |

|                            |           |                          |
| Colasuonno 30’ Guarino 71’ | Marcatori | 33’ Di Bari 90+4’ Pasqui |

| Roma 22 novembre 2003, ore 15:00 CET 8ª giornata | A.D. Decimum Lazio | 0 – 3 | Foroni Verona | Stadio Tre Fontane |

29 novembre 2003, 9ª giornata: la Lazio riposa.
| Arbitro: | Zanichelli (Genova) |

|  |           |                    |
|  | Marcatori | 24’ (aut.) Rodolfi |

| 13 dicembre 2003, ore 14:30 CET 11ª giornata | A.D. Decimum Lazio | 10 – 0 | Torino |  |

| Calmasino, Bardolino 22 dicembre 2003, ore 14:30 CET 12ª giornata | Bardolino Verona 83 | 1 – 2 | A.D. Decimum Lazio | Stadio comunale Belvedere |

| 10 gennaio 2004, ore 14:30 CET 13ª giornata | A.D. Decimum Lazio | 2 – 1 | Vallassinese Holcim |  |

#### Girone di ritorno
| Roma 17 gennaio 2004, ore 14:30 CET 14ª giornata | A.D. Decimum Lazio | 1 – 1 | Bergamo R | Stadio Tre Fontane |

| Agliana 24 gennaio 2004, ore 14:30 CET 15ª giornata | Agliana   | 1 – 0 | A.D. Decimum Lazio | Stadio comunale Germano Bellucci |
| \| \| \| \| \| ??? \| Marcatori \| \|               |           |       |                    |                                  |
|                                                     |           |       |                    |                                  |
| ???                                                 | Marcatori |       |                    |                                  |

| Roma 31 gennaio 2004, ore 14:30 CET 16ª giornata | A.D. Decimum Lazio    | 0 – 0 referto | Letti Cosatto Tavagnacco | Stadio Tre Fontane\| Arbitro: \| Santoro (Battipaglia) \| |
| Arbitro:                                         | Santoro (Battipaglia) |               |                          |                                                           |

| 7 febbraio 2004, ore 14:30 CET 17ª giornata | ACF Milan | 2 – 0 | A.D. Decimum Lazio |  |

| 21 febbraio 2004, ore 15:00 CET 18ª giornata | A.D. Decimum Lazio | 2 – 0 | Como 2000 |  |

| Reggio Emilia 7 aprile 2004, ore 16:00 CEST 19ª giornata | Reggiana | 2 – 2 referto | A.D. Decimum Lazio | Stadio Crocetta Canalina |

| Arbitro: | Di Giovanni (Isernia) |

|               |           |                        |
| Coletta 90+3’ | Marcatori | 20’, 57’, 68’ Pedersen |

| Verona 20 marzo 2004, ore 15:00 CET 21ª giornata | Foroni Verona | 5 – 1 | A.D. Decimum Lazio | Stadio Almerina |

27 marzo 2004, 22ª giornata: la Lazio riposa.
| Arbitro: | Cozzolino (Ercolano) |

|          |           |  |
| Boni 44’ | Marcatori |  |

| 17 aprile 2004, ore 16:00 CEST 24ª giornata | Torino | 1 – 2 | A.D. Decimum Lazio |  |

| Roma 17 aprile 2004, ore 16:00 CEST 25ª giornata | A.D. Decimum Lazio | 4 – 2 | Bardolino Verona 83 | Stadio Flaminio |

| 8 maggio 2004, ore 16:00 CEST 26ª giornata | Vallassinese Holcim | 3 – 0 | A.D. Decimum Lazio |  |

### Coppa Italia
| 6 gennaio 2004, ore 15:00 CET Quarto turno | Gravina | 0 – 1 | A.D. Decimum Lazio |  |

| Arbitro: | Cafari (Cassino) |

|  |           |                                                       |
|  | Marcatori | 25’ Masia 27’ Conti 29’ Carrus 76’ Guarino 90’ Pintus |

### Supercoppa italiana
| Arbitro: | Vitulano (Livorno) |

|                                                        |           |            |
| Placchi 13’, 33’ Gazzoli 43’, 71’, 80’ Tagliacarne 82’ | Marcatori | 53’ Panico |

### Italy Women's Cup
| Agrigento 17 giugno 2003, ore 18:00 CEST Fase a gironi, Gruppo A - 1ª giornata | MEAO Filiriakos | 1 – 4 referto | A.D. Decimum Lazio |  |

| Enna 17 giugno 2003, ore 18:00 CEST Fase a gironi, Gruppo A - 2ª giornata | Sparta Praga | 0 – 1 referto | A.D. Decimum Lazio |  |
| \| \| \| \| \| \| Marcatori \| Mazzantini \|                              |              |               |                    |  |
|                                                                           |              |               |                    |  |
|                                                                           | Marcatori    | Mazzantini    |                    |  |

| Caltanissetta 17 giugno 2003, ore 18:00 CEST Fase a gironi, Gruppo A - 3ª giornata | Torres Terra Sarda | 0 – 2 referto | A.D. Decimum Lazio | Stadio Pian del Lago |
| \| \| \| \| \| \| Marcatori \| ?’, ?’ Panico \|                                    |                    |               |                    |                      |
|                                                                                    |                    |               |                    |                      |
|                                                                                    | Marcatori          | ?’, ?’ Panico |                    |                      |

| Cefalù 20 giugno 2003, ore 18:00 CEST Semifinale                                                                                  | A.D. Decimum Lazio | 5 – 3 referto                    | Bardolino Verona 83 |  |
| \| \| \| \| \| Zorri 24’ Cassanelli 38’ (aut.) Panico 39’, 57’ Mazzantini 76’ \| Marcatori \| 9’ Battistoli 16’ Greco 45’ Boni \| |                    |                                  |                     |  |
| |                    |                                  |                     |  |
| Zorri 24’ Cassanelli 38’ (aut.) Panico 39’, 57’ Mazzantini 76’                                                                    | Marcatori          | 9’ Battistoli 16’ Greco 45’ Boni |                     |  |

| Caltanissetta 21 giugno 2003, ore 20:30 CEST Finale                             | A.D. Decimum Lazio | 5 – 0 referto | Fiammamonza | Stadio Pian del Lago |
| \| \| \| \| \| Zorri ?’, ?’ (rig.), ?’ (rig.) Panico Marsico \| Marcatori \| \| |                    |               |             |                      |
|                                                                                 |                    |               |             |                      |
| Zorri ?’, ?’ (rig.), ?’ (rig.) Panico Marsico                                   | Marcatori          |               |             |                      |

## Statistiche

### Statistiche di squadra
| Competizione        | Punti | In casa | In casa | In casa | In casa | In casa | In casa | In trasferta | In trasferta | In trasferta | In trasferta | In trasferta | In trasferta | Totale | Totale | Totale | Totale | Totale | Totale | DR  |
| Competizione        | Punti | G       | V       | N       | P       | Gf      | Gs      | G            | V            | N            | P            | Gf           | Gs           | G      | V      | N      | P      | Gf     | Gs     | DR  |
| ------------------- | ----- | ------- | ------- | ------- | ------- | ------- | ------- | ------------ | ------------ | ------------ | ------------ | ------------ | ------------ | ------ | ------ | ------ | ------ | ------ | ------ | --- |
| Serie A             | 42    | 12      | 8       | 2       | 2       | 35      | 12      | 12           | 4            | 4            | 4            | 15           | 21           | 24     | 12     | 6      | 6      | 50     | 33     | +17 |
| Coppa Italia        | -     | 1       | 0       | 0       | 1       | 0       | 5       | 1            | 1            | 0            | 0            | 1            | 0            | 2      | 1      | 0      | 1      | 1      | 5      | -4  |
| Supercoppa italiana | -     | -       | -       | -       | -       | -       | -       | -            | -            | -            | -            | -            | -            | 1      | 0      | 0      | 1      | 1      | 6      | -5  |
| Totale              | -     | -       | -       | -       | -       | -       | -       | -            | -            | -            | -            | -            | -            | 27     | 13     | 6      | 8      | 52     | 44     | +8  |

### Andamento in campionato
| Giornata  | 1 | 2 | 3 | 4 | 5 | 6 | 7 | 8 | 9 | 10 | 11 | 12 | 13 | 14 | 15 | 16 | 17 | 18 | 19 | 20 | 21 | 22 | 23 | 24 | 25 | 26 |
| --------- | - | - | - | - | - | - | - | - | - | -- | -- | -- | -- | -- | -- | -- | -- | -- | -- | -- | -- | -- | -- | -- | -- | -- |
| Luogo     | T | C | T | C | T | C | T | C | - | T  | C  | T  | C  | C  | T  | C  | T  | C  | T  | C  | T  | -  | C  | T  | C  | T  |
| Risultato | N | V | V | V | N | V | N | P | - | V  | V  | V  | V  | N  | P  | N  | P  | V  | N  | P  | P  | -  | V  | V  | V  | P  |
| Posizione |   |   |   |   |   | 2 |   |   |   |    |    |    | 3  |    |    |    |    |    |    |    |    |    | 4  |    |    | 4  |

Legenda:

Luogo: C = Casa; T = Trasferta. Risultato: V = Vittoria; N = Pareggio; P = Sconfitta.

### Statistiche delle giocatrici
| Giocatore      | Serie A  | Serie A | Serie A     | Serie A    | Coppa Italia | Coppa Italia | Coppa Italia | Coppa Italia | Supercoppa | Supercoppa | Supercoppa  | Supercoppa | Totale   | Totale | Totale      | Totale     |
| Giocatore      | Presenze | Reti    | Ammonizioni | Espulsioni | Presenze     | Reti         | Ammonizioni  | Espulsioni   | Presenze   | Reti       | Ammonizioni | Espulsioni | Presenze | Reti   | Ammonizioni | Espulsioni |
| -------------- | -------- | ------- | ----------- | ---------- | ------------ | ------------ | ------------ | ------------ | ---------- | ---------- | ----------- | ---------- | -------- | ------ | ----------- | ---------- |
| V. Boni        | 24       | 9       | ?           | ?          | ?            | ?            | ?            | ?            | ?          | ?          | ?           | ?          | 24+      | 9+     | ?           | ?          |
| M. Caprini     | ?        | ?       | ?           | ?          | ?            | ?            | ?            | ?            | ?          | ?          | ?           | ?          | ?        | ?      | ?           | ?          |
| C. Coletta     | ?        | ?       | ?           | ?          | ?            | ?            | ?            | ?            | ?          | ?          | ?           | ?          | ?        | ?      | ?           | ?          |
| M. Coluccini   | ?        | ?       | ?           | ?          | ?            | ?            | ?            | ?            | ?          | ?          | ?           | ?          | ?        | ?      | ?           | ?          |
| D. Di Bari     | ?        | ?       | ?           | ?          | ?            | ?            | ?            | ?            | ?          | ?          | ?           | ?          | ?        | ?      | ?           | ?          |
| R. Di Pastena  | ?        | ?       | ?           | ?          | ?            | ?            | ?            | ?            | ?          | ?          | ?           | ?          | ?        | ?      | ?           | ?          |
| A. Frijo       | ?        | ?       | ?           | ?          | ?            | ?            | ?            | ?            | ?          | ?          | ?           | ?          | ?        | ?      | ?           | ?          |
| A. Frollani    | ?        | ?       | ?           | ?          | ?            | ?            | ?            | ?            | ?          | ?          | ?           | ?          | ?        | ?      | ?           | ?          |
| V. Lanzieri    | ?        | ?       | ?           | ?          | ?            | ?            | ?            | ?            | ?          | ?          | ?           | ?          | ?        | ?      | ?           | ?          |
| M. Lattanzi    | ?        | ?       | ?           | ?          | ?            | ?            | ?            | ?            | ?          | ?          | ?           | ?          | ?        | ?      | ?           | ?          |
| V. Licata      | ?        | ?       | ?           | ?          | ?            | ?            | ?            | ?            | ?          | ?          | ?           | ?          | ?        | ?      | ?           | ?          |
| P. C. Maglio   | ?        | ?       | ?           | ?          | ?            | ?            | ?            | ?            | ?          | ?          | ?           | ?          | ?        | ?      | ?           | ?          |
| C. Marchitelli | ?        | ?       | ?           | ?          | ?            | ?            | ?            | ?            | ?          | ?          | ?           | ?          | ?        | ?      | ?           | ?          |
| T. Marsico     | ?        | ?       | ?           | ?          | ?            | ?            | ?            | ?            | ?          | ?          | ?           | ?          | ?        | ?      | ?           | ?          |
| G. Masia       | ?        | ?       | ?           | ?          | ?            | ?            | ?            | ?            | ?          | ?          | ?           | ?          | ?        | ?      | ?           | ?          |
| S. Mazzantini  | ?        | ?       | ?           | ?          | ?            | ?            | ?            | ?            | ?          | ?          | ?           | ?          | ?        | ?      | ?           | ?          |
| ?. Olmos       | ?        | ?       | ?           | ?          | ?            | ?            | ?            | ?            | ?          | ?          | ?           | ?          | ?        | ?      | ?           | ?          |
| P. Panico      | 8        | 7       | ?           | ?          | 0            | 0            | ?            | ?            | 1          | 1          | ?           | ?          | 9        | 8      | ?           | ?          |
| M. I. Pasqui   | ?        | 11      | ?           | ?          | ?            | ?            | ?            | ?            | ?          | ?          | ?           | ?          | ?        | 11+    | ?           | ?          |
| ?. Pelloso     | ?        | ?       | ?           | ?          | ?            | ?            | ?            | ?            | ?          | ?          | ?           | ?          | ?        | ?      | ?           | ?          |
| V. Sciarretti  | ?        | ?       | ?           | ?          | ?            | ?            | ?            | ?            | ?          | ?          | ?           | ?          | ?        | ?      | ?           | ?          |
| M. Sorvillo    | ?        | ?       | ?           | ?          | ?            | ?            | ?            | ?            | ?          | ?          | ?           | ?          | ?        | ?      | ?           | ?          |
| C. Viscusi     | ?        | ?       | ?           | ?          | ?            | ?            | ?            | ?            | ?          | ?          | ?           | ?          | ?        | ?      | ?           | ?          |
| E. Volpi       | ?        | ?       | ?           | ?          | ?            | ?            | ?            | ?            | ?          | ?          | ?           | ?          | ?        | ?      | ?           | ?          |
| T. Zorri       | ?        | ?       | ?           | ?          | ?            | ?            | ?            | ?            | ?          | ?          | ?           | ?          | ?        | ?      | ?           | ?          |